# Maurice Richards
Pour les articles homonymes, voir Richards.
 Maurice Charles Rees Richards est né le 2 février 1945 à Ystrad (Pays de Galles). C’est un ancien joueur de rugby à XV qui a joué avec l'équipe du Pays de Galles, évoluant au poste de trois quart aile. 

## Carrière
Il a disputé son premier test match le 9 mars 1968, contre l'équipe d'Irlande, et son dernier test match fut contre l'équipe d'Australie, le 21 juin 1969.
Maurice Richards a inscrit 4 essais le 12 avril 1969 contre l'équipe d'Angleterre.
Richards a disputé trois test matchs avec les Lions en 1968.

## Palmarès
- 9 sélections en équipe nationale (+ 2 non officielles)
- 7 essais
- Sélections par année : 2 en 1968, 7 en 1969
- Tournois des Cinq Nations disputés : 1968, 1969
- Vainqueur du tournoi des cinq nations en 1969